# Carsten Karmanski
Carsten Karmanski (* 21. September 1968 in Essen) ist ein deutscher Jurist und Richter am Bundessozialgericht in Kassel.

## Leben und Wirken
Carsten Karmanski studierte an der Ruhr-Universität Bochum Jura und beendete das Studium 1993 mit dem Ersten Staatsexamen. Es folgte das Referendariat in Essen und 1996 das Zweite Staatsexamen. Seine juristische Karriere begann er zunächst als Justiziar eines Telekommunikationsunternehmens. Im Oktober 1997 trat Carsten Karmanski in die Sozialgerichtsbarkeit des Landes Nordrhein-Westfalen ein. Zunächst war er dort bis November 2004 Richter am Sozialgericht Dortmund. Es folgte die Berufung zum Richter am Landessozialgericht Nordrhein-Westfalen und zum 1. September 2009 schließlich zum Richter am Bundessozialgericht. Er gehörte zunächst dem für die gesetzliche Rentenversicherung zuständigen 5. Senat des Bundessozialgerichts an. Derzeit gehört er dem 2. Senat an, der für die gesetzliche Unfallversicherung zuständig ist.
Neben der richterlichen Tätigkeit ist Karmanski Mitautor juristischer Kommentare zum Sozialhilfe-, Unfallversicherungs- und Arbeitsförderungsrecht.